# Йоганн (король Саксонії)
Йоганн (нім. Johann), повне ім'я Йоганн Непомук Марія Йозеф Антон Ксавер Вінцнт Алоїз Франц де Паула Станіслаус Бернхард Пауль Фелікс Дамасус (нім. Johann Nepomuk Maria Joseph Anton Xaver Vincenz Aloys Franz de Paula Stanislaus Bernhard Paul Felix Damasus); 12 грудня 1801 — 29 жовтня 1873) — король Саксонії з династії Веттінів, син принца Саксонії Максиміліана Саксонського та пармської принцеси Кароліни. Правив після свого брата Фрідріха Августа II у 1854—1873 роках. Активно займався перекладацькою діяльність під псевдонімом Філалет.

## Біографія
Йоганн народився 12 грудня 1801 року у Дрездені. Він був шостою дитиною та третім сином в родині принца Максиміліана Саксонського та його першої дружини Кароліни Пармської. В сім'ї вже зростали його старші брати Фрідріх Август та Клемент і сестри Амалія, Марія Фердинанда та Марія Анна. За два роки народилась молодша сестра Марія Жозефа.
Шлюб батьків був щасливим. Після ранньої смерті дружини у 1804 році, Максиміліан присвятив себе родині. Турботи батька були винагороджені взаємною любов'ю та безумовною довірою усіх дітей. До того ж, піклуючись про їхню освіту, він сам давав їм перші уроки історії, географії та релігії. Теплі стосунки пов'язували також Йоганна із братами і сестрами протягом всього життя.
Максиміліан був молодшим сином курфюрста Саксонії Фрідріха Крістіана, країною в цей час правив його старший брат Фрідріх Август III. У 1806 році під час Наполеонівських війон він вступив до Рейнського союзу та отримав титул короля. Оскільки він не мав нащадків чоловічої статі, у 1827 році саксонський престол успадкував ще один старший брат Максиміліана — Антон. А оскільки всі його діти померли в дитячому віці, Йоганн став третім у черзі наслідування трону.
До цього часу принц вже пройшов виучку в адміністраційній верхівці королівства та навчання у фінансовому колегіумі. Це було йому більше до душі, оскільки до 20-річного віку він призначався для військової кар'єри, до якої не мав анінайменших здібностей, хоча й отримав у 1822 році чин генерала. Після поїздки до Італії перед цим, він почав вивчати право, політологію, історію та державне управління.

У віці 20 років Йоганн одружився із баварською принцесою Амалією, своєю одноліткою. Шлюб за домовленістю уклали 10 листопада 1822 у Мюнхені. Вінчання відбулося 21 листопада 1822 року у Дрездені. Амалію Августу називали зразком благородної жіночності та глибокої релігійної відданості. Подружжя прожило разом півстоліття і у них народилося дев'ятеро дітей.

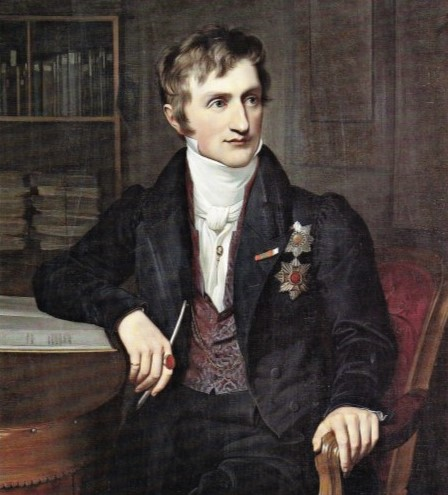
Принц Йоганн на портреті пензля К. К. Фогеля фон Фогельштейна, 1832

Після прийняття конституції Саксонії у 1831 році, та зречення прав на престол батька, Йоганн, який став другим у черзі успадкування трону, увійшов до складу першої палати Саксонського ландтагу.
У 1836 році король Антон помер, і старший брат Йоганна Фрідріх Август став правителем Саксонії.
У серпні 1845, будучи кронпринцем, Йоганн прибув з інспекцією до Лейпцигу, де з цього приводу відбулися заворушення. До вікон готелю, де спадкоємець вечеряв із шанованими громадянами, полетіли камені, лунали антиєзуїтські лозунги. Підняті для заспокоєння народу війська випадково почали стрілянину, що викликало ще більші протести. Наступного дня Йоганн залишив місто. Натовп, що вбачав у ньому головного винуватця того, що сталося, ледве не перекинув його карети. Студенти, зібравшись у клубі, вимагали відплати. Загиблі були поховані з почестями. Демократ Роберт Блюм у складі делегації зажадав розслідування подій попереднього дня. Внаслідок цього зустрічі у клубі були заборонені, а по всій Саксонії заборонена діяльність різноманітних об'єднань громадян.
За дев'ять років Йоганн успадкував престол по смерті старшого брата. До вцарювання Йоганна на престолі родина жила у замку Пільніц на березі Ельби. Після 1838 року голова родини також часто навідував гірський замок Веєзенштайн, де займався перекладами. Маючи вже багаторічний досвід у всіх областях управління та власні судження щодо керування країною, новий король сприяв тому, що Саксонія стала однією з найсучасніших німецьких держав. Протягом всього правління король здійснював численні поїздки Саксонією. Він провів судову реформу у 1855 році, розширив мережі залізниць, запровадив свободу торгівлі. У 1862 році уклав торгову угоду із Францією та визнав новостворене Італійське королівство.
Під час Австро-прусської війни 1866 року Саксонія виступила на боці Австрії, а після поразки у битві під Садовою — приєдналася до Північнонімецького союзу, без ентузіазма, але чесно виконуючи взяті зобов'язання. Зрештою, у 1871 році вона увійшла до складу Німецької імперії під гегемонією Пруссії та її короля Вільгельма I Гогенцоллерна. На проголошенні утворення імперії у Версалі 18 січня 1871 від Саксонії були присутніми кронпринц Альберт та принц Георг.
Окрім занять політикою, Йоганн з пристрастю віддавався літературній діяльності. Під псевдонімом Філалет він переклав на німецьку «Божественну комедію» Данте Аліг'єрі.
Короля не стало 29 жовтня 1873 року. Його поховали у крипті Веттінів католицької придворної церкви.

## Особистість
Будучи уродженим аристократом та класичним гуманістом за поглядами, у спілкуванні з підданими королю не вистачало природньості. Не будучи генієм, він тим не менш мав делікатний характер та стоїчне самовладання, що допомагало йому налагоджувати дипломатичні відносини.

## Родина

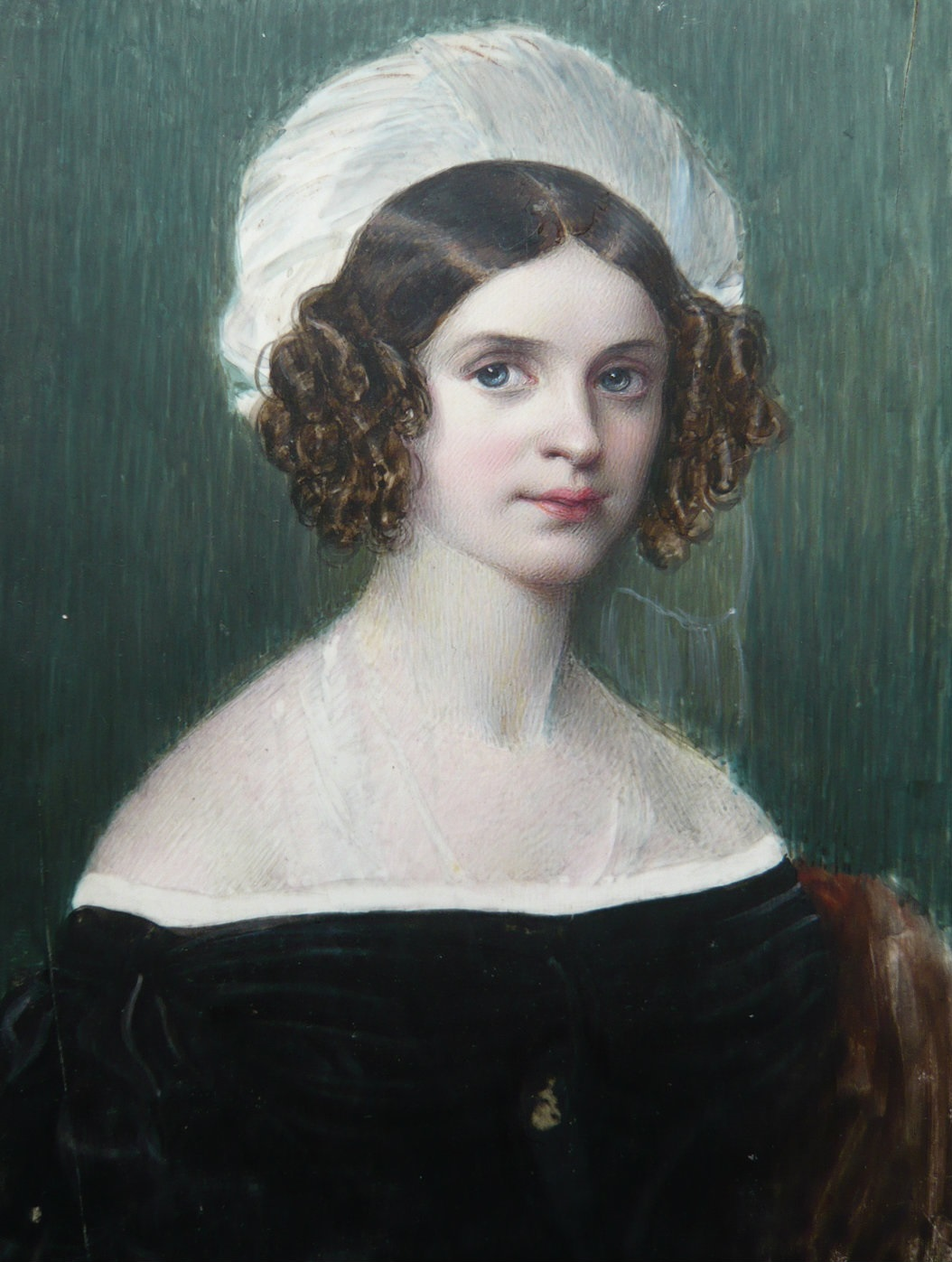
Амалія Августа Баварська на портреті пензля августа Грахля, 1830

Дружина — Амалія Августа Баварська
Діти:
- Марія Августа (1827 —1857) — одружена не була, дітей не мала;
- Альберт (1828 —1902) — король Саксонії в 1873  —1902 роках, був одруженим із шведською принцесою Каролою Ваза, дітей не мав;
- Єлизавета (1830 —1912) — дружина принца Фердинанда Савойського, герцога Генуї, у другому шлюбі — із Ніколо, маркізом Рапалло, мала сина та доньку від першого шлюбу;
- Ернст (1831 —1847) — прожив 16 років, одруженим не був, дітей не мав;
- Георг (1832 —1904) — король Саксонії в 1902 —1904 роках, був одруженим із португальською інфантою Марією Анною Кобург-Браганса, мав восьмеро дітей;
- Сідонія (1834 —1862) — прожила 27 років, одружена не була, дітей не мала;
- Анна (1836 —1859) — дружина кронпринца Тоскани Фердинанда, мала доньку;
- Маргарита (1840 —1858) — дружина австрійського ерцгерцога Карла Людвіга Габсбурга, дітей не мала;
- Софія (1845 —1867) — дружина герцога Баварського Карла Теодора, мала доньку.

## Нагороди
- Великий магістр ордену Рутової корони (Саксонське королівство);
- Великий магістр військового ордену Святого Генріха (Саксонське королівство);
- Великий магістр ордену Альбрехта (Саксонське королівство);
- Великий магістр ордену Заслуг (Саксонське королівство);
- Орден Золотого руна;
- Орден Андрія Первозванного (Російська імперія) (5 квітня 1840);
- Вищий орден Святого Благовіщення (Савойський дім) (1850);
- Кавалер Великого Хреста Ордена Святих Маврикія та Лазаря (Савойський дім) (1850);
- Королівський угорський орден Святого Стефана (Угорське королівство);
- Pour le Mérite (Королівство Пруссія) (1869).

## Вшанування пам'яті
- Ім'ям короля Йоганна названо східне передмістя Дрездена Йоганнштадт.
- Пам'ятник на Театральній площі Дрездена роботи скульптора Йоганнеса Шиллінга.
- Пам'ятник у фортеці Кенігштайн в Саксонській Швейцарії.
- Башта короля Йоганна — оглядова вежа у лісистому масиві Діппольдісвальдер поблизу містечка Діппольдісвальде.
- Башта короля Йоганна — оглядова вежа на горі Вальтенберг.
- Пам'ятний камінь поруч із євангелічно-лютеранською церквою Трійці у Карлсфельді, Айбеншток.